# Hồ Chí Minh - Chân dung một con người
Hồ Chí Minh – Chân dung một con người là một phim tài liệu của đạo diễn Bùi Đình Hạc và Lê Mạnh Thích được thực hiện năm 1990.
Đây là một bộ phim tài liệu tuyên truyền về cuộc đời và sự nghiệp của Hồ Chí Minh nhân kỷ niệm 100 năm ngày sinh của ông (1890-1990), một trong những tác phẩm điện ảnh về đề tài Hồ Chí Minh được đánh giá cao, bộ phim thường được Đài Truyền hình Việt Nam phát sóng vào dịp kỉ niệm ngày sinh (19 tháng 5) hoặc ngày mất (2 tháng 9) của Hồ Chí Minh.

## Sản xuất
Năm 1980 nhân kỷ niệm 90 năm ngày sinh của Hồ Chí Minh, đạo diễn Bùi Đình Hạc từng thực hiện bộ phim tài liệu Đường về Tổ quốc. Mười năm sau đó vào đúng dịp 100 năm ngày sinh của Hồ Chí Minh, đạo diễn Bùi Đình Hạc đã cho ra đời Hồ Chí Minh - Chân dung một con người.
Để thực hiện bộ phim này, đoàn làm phim đã sang Liên Xô để tìm tư liệu trong các bảo tàng ở Moskva và Leningrad. Trong quá trình tìm tư liệu, đoàn làm phim đã phát hiện và đưa vào phim nhiều tư liệu quý giá về Hồ Chí Minh trước đó chưa từng được sử dụng như hình ảnh ông cởi trần tắm suối hay khăn vắt vai chống gậy mở đường. Kịch bản của Hồ Chí Minh - Chân dung một con người được giao cho nhà biên kịch Bành Bảo, phần lời bình do nhà thơ, nhà văn Nguyễn Đình Thi chấp bút và phần hình ảnh được phụ trách bởi đạo diễn, nhà quay phim Lê Mạnh Thích.
Theo đạo diễn Bùi Đình Hạc, nhà văn Nguyễn Đình Thi ban đầu định từ chối viết lời bình cho bộ phim vì bận nhưng sau đó do yêu thích bản nháp của phim nên ông đã quyết định viết lời bình cho tác phẩm này. Ban đầu Bùi Đình Hạc dự định đặt tên phim là Hồ Chí Minh, một con người nhưng sau đó ông đã đổi lại thành Hồ Chí Minh - Chân dung một con người, đây là một trong ba phim tài liệu của đạo diễn về Hồ Chí Minh, hai tác phẩm còn lại là Đường về tổ quốc và Nguyễn Ái Quốc đến với Lê Nin.

## Đánh giá
Hồ Chí Minh - Chân dung một con người được coi là một tác phẩm điện ảnh về đề tài Hồ Chí Minh có giá trị cao, bộ phim thường được Đài Truyền hình Việt Nam phát sóng vào dịp kỉ niệm ngày sinh (19 tháng 5) hoặc ngày mất (2 tháng 9) của Hồ Chí Minh.

## Giải thưởng
| Năm  | Lễ trao giải                                   | Hạng mục               | Kết quả         | Nguồn |
| ---- | ---------------------------------------------- | ---------------------- | --------------- | ----- |
| 1990 | Liên hoan phim Việt Nam lần thứ 9              | Phim tài liệu xuất sắc | Bông sen vàng   | [ 6 ] |
| 1990 | Liên hoan phim truyền hình toàn quốc           |                        | Huy chương vàng | [ 6 ] |
| 1990 | Kỷ niệm 100 năm ngày sinh Chủ tịch Hồ Chí Minh | Phim hay nhất          | Đoạt giải       | [ 6 ] |